# Réclonville
Réclonville település Franciaországban, Meurthe-et-Moselle megyében. Lakosainak száma 70 fő (2022. január 1.). Réclonville Buriville, Hablainville, Herbéviller, Ogéviller és Pettonville községekkel határos.

## Népesség
A település népessége az elmúlt években az alábbi módon változott:
| Lakosok száma | 92   | 74   | 68   | 77   | 72   | 73   | 76   | 76   | 74   | 70   |
|               | 1968 | 1982 | 1990 | 2006 | 2013 | 2015 | 2017 | 2019 | 2020 | 2022 |